# Гарасюк Микола Іванович
Мико́ла Іва́нович Гарасю́к (нар. 10 вересня 1945) — український діяч, 1-й секретар Камінь-Каширського райкому КПУ, 2-й секретар Волинського обкому КПУ. Депутат Волинської обласної ради.

## Біографія
Освіта вища. Член КПРС.
Перебував на партійній роботі у Волинській області.
До червня 1990 року — 1-й секретар Камінь-Каширського районного комітету КПУ Волинської області.
У червні 1990 — серпні 1991 року — 2-й секретар Волинського обласного комітету КПУ.
Працював 1-м заступником голови Ківерцівської районної державної адміністрації Волинської області. Депутат Волинської обласної ради. Член Народної партії, голова  Ківерцівської районної організації Народної партії.
Потім — директор фірми «Західєвробуд» у місті Луцьку.

## Нагороди
- ордени
- медалі